# Фамилијар
У европском фолклору средњег и раног новог века, веровало се да су фамилијари (стриктно фамилијарни духови) били натприродни ентитети, међудимензионална бића или духовни чувари који би штитили или помагали вештицама и мудрим људима у њиховом практиковању магије, прорицању и духовним обредима. Према записима из тог времена, они који су тврдили да су имали контакт са фамилијарним духовима изјавили су да се могу манифестовати у разним облицима, обично као животиње, али понекад као људска или хуманоидна бића, и описани су као „јасно дефинисани, тродимензионални... форме, живих боја и оживљени покретом и звуком”, за разлику од описа духова са њиховим „задимљеним, недефинисаним облицима.”
Када су служили вештицама, често се сматрало да су злонамерни, али када су радили за мудре људе, често су сматрани добронамернима (иако је било нејасноћа у оба случаја). У првом случају су често били категорисани као демони, док су се у другом чешће сматрали и описивали као виле. Главна сврха фамилијара била је да служе вештици, осигуравајући им заштиту када би дошли у посед својих нове моћи.
Од 20. века неки практичари магије, укључујући присталице неопаганске религије вике, користе концепт фамилијара, због њихове повезаности са старијим облицима магије. Ови савремени практичари користе кућне љубимце или дивље животиње, или верују да невидљиве верзије фамилијара делују као магијски помоћници.